# Sabatai Seví
Sabatai Seví (hebreu: שַׁבְּתַי צְבִי)  (Esmirna, 1 d'agost de 1626 - Ulcinj, 17 de setembre de 1676) fou un rabí jueu que afirmà ser el Messies. Un cabalista d'origen romaniota, Zevi, que va estar actiu a tot l'Imperi Otomà, va afirmar que era l'esperat Messies jueu. Va ser el fundador del moviment sabateà, els seguidors del qual van ser coneguts posteriorment com a "conversos" de Dönmeh o criptojueus.
El febrer de 1666, en arribar a Constantinoble, Sabbatai va ser empresonat per ordre del gran visir Köprülüzade Fazıl Ahmed Pasha; el setembre d'aquell mateix any, després de ser traslladat de diferents presons de la capital a Adrianòpolis (seu de la cort imperial) per a un judici sobre acusacions de foment de sedició, Sabbatai va ser donat pel Gran Visir, en nom del sultà de l'Imperi Otomà., Mehmed IV, l'opció d'enfrontar-se a la mort per algun tipus de calvari o de convertir-se a l'islam. Sabbatai sembla haver escollit aquest últim posant-se a partir d'aleshores un turbant. Aleshores també va ser recompensat pels caps de l'estat otomà amb una generosa pensió pel seu compliment dels seus plans polítics i religiosos.
Alguns dels seus seguidors també es van convertir a l'Islam, unes 300 famílies que eren conegudes com Dönmeh, "conversos". Posteriorment, va ser desterrat dues vegades pels otomans, primer a Constantinoble i, quan va ser descobert cantant salms amb els jueus, a una petita ciutat coneguda avui com Ulcinj a l'actual Montenegro. Més tard va morir aïllat.
Fou expulsat d'Esmirna cap a 1651, i vagà molts anys per Grècia, Tràcia, Palestina i Egipte. El 1665 cercant una cura per la seva ànima turmentada es presentà al carismàtic Nathan de Gaza que el convencé que en realitat era el Messies. A partir d'aleshores es manifestà com tal i aviat guanyà un fervent suport a Palestina i entre els jueus de la diàspora. Empresonat per les autoritats otomans el 1666, es convertí a l'islam par escapar de l'execució. Morí exiliat a Ulcinj (en l'actualitat Montenegro). Els esdeveniments de la seva vida foren interpretats segons els criteris de la Càbala per Nathan i altres. El seu moviment persistí fins al segle xix.
Part de la seva vida va ser novel·lada pel premi Nobel Isaac Bashevis Singer a la novel·la Satan a Goray.